# Поморт
Поморт або бомбарда (фр. hautbois; іт. bombardo, bombardone; нім. Pommer, Bomhart, Bombart, Bombarde; англ. pommer) — це старовинний дерев'яний духовий інструмент з подвійним язичком, що належить до родини шалмеїв. Він був поширений по всій Європі в Середньовіччя, Ренесанс і Бароко. Назва "поморт" стосувалася більших представників цієї родини: альтових, тенорових, басових та контрабасових шоломій. 

## Огляд
Назва "поммер" виникла в Німеччині, отримавши назву від артилерії, і відзначалася великим та потужним звучанням. Родина шоломії була типовим ансамблевим інструментом, що виготовлялися в семи розмірах, від високого сопрано до великого басу. Ансамбль з подвійною язичковою шоломією міг створювати грандіозний, повний і збалансований звук. Ці інструменти залишалися популярними як вуличні та церемоніальні інструменти до того часу, поки в середині 17 століття у Франції родина гобоїв, розроблена Філідорами та Отетерр, не замінила їх, ставши більш витонченими та виразними. Родина кроморнів, яку не слід плутати з крумгорнами, була певним перехідним інструментом, що залишався в ужитку навіть після розвитку гобоїв, тенорних гобоїв і фаготів.
Основна різниця, яку б зауважив випадковий спостерігач між середньовічними інструментами та тими, що розвинулися з них і використовуються в нашому оркестрі, полягала б у розмірі. У поморті трубка не намагалася бути зігнута, і її довжина, яка була рівною довжині відкритої органної труби того ж тону, простягалася в усій своїй незграбності в похилому положенні перед виконавцем.
"Великий контрабасовий поммер мав довжину 2,7 м без вигину і язичка, які, проте, були вигнуті вниз. Він мав п'ять відкритих отворів для пальців і п'ять ключів, що працювали всередині перфорованого корпусу; щоб отвори були доступні для пальців, їх вирізали під кутом через трубку. Діапазон розтягувався від фа, що знаходиться нижче 2,4 м, до мі або фа на басовому стані, що складає дві октави. Інші представники родини включають басовий поморт, від 2,4 м до до середнього до, що відповідає сучасному фаготу; теноровий або басетний поморт, на п'яту вищий за тон; альтовий поморт або ніколо, на чверть або п'яту вище за тенор; і високий альт, або Klein Alt Pommer, на октаву вище за тенор, що приблизно відповідає кор-англіс." 